# Batiar

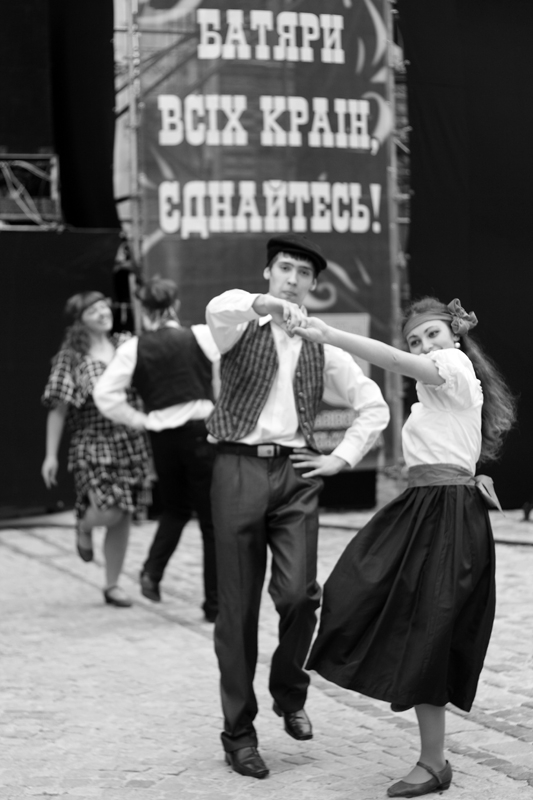
Celebración del Día del Batiar en Leópolis.

Batiar (en polaco: batiar; en ucraniano: батяр, romanización batya) es un nombre popular para cierto tipo de habitantes de la ciudad de Leópolis. Se considera parte de la subcultura de la ciudad. El estilo de vida batiar se convirtió en un fenómeno a principios del siglo XX, aunque sus raíces se remontan a mediados del siglo XIX, cuando la ciudad era parte del Imperio austrohúngaro. Es un término de cariño en la Leópolis de hoy día. Se considera que los batiars encarnan la cultura y el espíritu únicos de Leópolis y, a menudo, están presentes en el folclore local y la cultura popular.

## Origen de la palabra
Lo más probable es que la palabra «batiar» provenga del húngaro «betyár». Hay varias teorías sobre cuándo se adoptó el término. Algunos dicen que fue durante la Edad Media a través de la corte de la reina Eduviges I de Polonia, natural de Hungría. Otros lo sitúan en el siglo XIX, cuando Leópolis formaba parte del Imperio austrohúngaro y los policías, a menudo de origen húngaro, apresaban a los alborotadores de la paz y el orden con el grito de «¡Betyár!».

Betyár (plural betyárok), un salteador de caminos en la Hungría del siglo XIX. La palabra es de origen iraní y se introdujo en el idioma húngaro a través del turco y el serbocroata; su significado original era «joven soltero» o «muchacho». Si bien la mayoría de los betyárok eran en origen pastores, cuya posición en la sociedad rural era marginal, muchos eran desertores del ejército o jóvenes que huían del servicio militar obligatorio. Se mencionan por primera vez en documentos legales alrededor de 1800.
Los editores de la Enciclopedia Británica

## Historia
Batiars era el nombre de los habitantes de clase baja de Lwów. (la «élite de las calles de Leópolis», como les gustaba llamarse a sí mismos). Los batiars tenían costumbres diferentes al resto de habitantes de la ciudad (cantaban, bailaban y vestían de forma diferente) y hablaban una jerga especial, el balak (una mezcla de palabras derivadas del polaco, ucraniano, alemán y hebreo), que era una variante del dialecto de Lwów, a su vez una versión del polaco. En el imaginario colectivo, un típico batiar era, por lo general, un ciudadano urbano con problemas económicos, pero honesto y generoso, con un gran sentido del humor.
Los batiars solían vivir en los suburbios (como los distritos de Lychakiv y Pohulyanka) y eran hijos de artesanos, crupieres, carniceros… Se reunían en tabernas, parques (el parque Pohulyanka era una zona de entretenimiento de Leópolis) y en los llamados «jardines de infancia» (pequeños establecimientos sin pretensiones abiertos para el entretenimiento popular, mantenidos por los propietarios de las cervecerías locales). La mayoría eran residentes de los suburbios, hijos de artesanos, crupieres, carniceros… Al principio, en la primera mitad del siglo XIX, eran pequeños delincuentes, gamberros, estafadores y carteristas. Gastaban bromas, hacían gamberradas, se peleaban y tenían romances tormentosos.

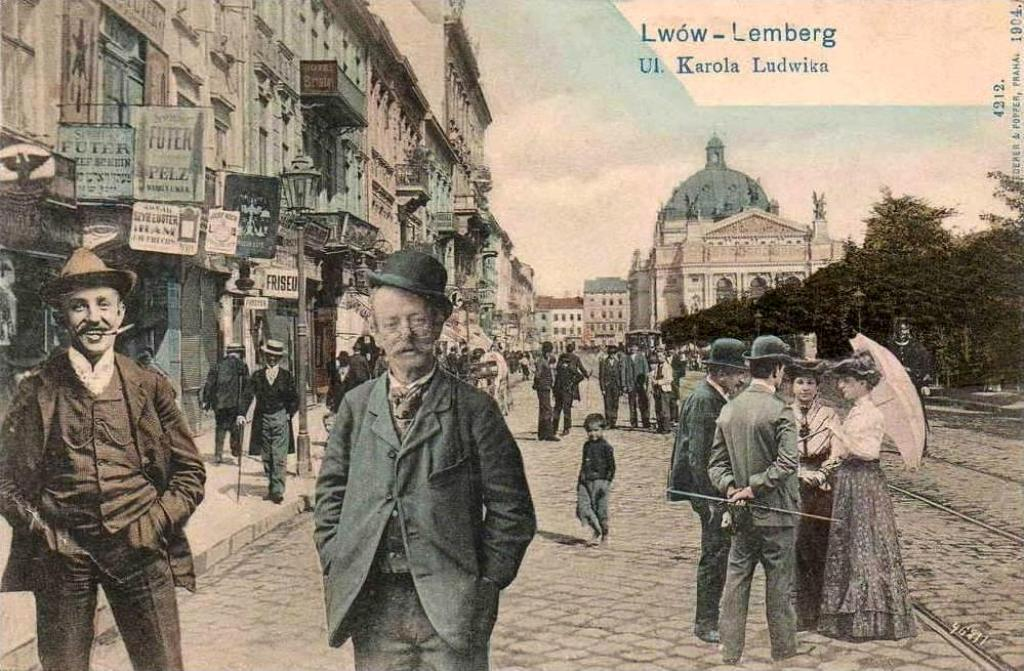
Postal de la calle Karl Ludwig de Leópolis en 1904, centro comercial judío en ese momento, con un batiar en primer plano.

Más tarde, dejaron de robar y pelear, y, en su lugar, comenzaron a burlarse del Imperio austrohúngaro y su emperador de todas las formas posibles. Su comportamiento se volvió más bromista y romántico, su lema era «Ama a Leópolis, ama a las mujeres y ama bromear».
Después del colapso del Imperio austrohúngaro en otoño de 1918, Leópolis fue durante un corto período la capital de la República Popular de Ucrania Occidental, pero después de la guerra polaco-ucraniana y la guerra polaco-soviética, la ciudad fue incorporada a la Segunda República Polaca con el nombre de Lwów. La participación de algunos batiars en el bando polaco de la guerra polaco-ucraniana difundió la leyenda de los «batiars heroicos y niños» como los principales artífices de la victoria de las tropas polacas. En el período de entreguerras, años veinte y treinta, la jerga hablada por los batiars se extendió con gran éxito no solo entre los propios residentes de Leópolis, sino también en toda Galitzia. El programa Wesoła Lwowska Fala (1933-1939) de la radio polaca, a través de los personajes batiars Szczepko y Tońko, difundió por toda Polonia el folclore del batiar y su figura como un pobre con buen corazón. En los años treinta, los batiars exhibían un humor original e ingenio agudo. La regla de oro de los batiars en ese momento era «repetir«» todo tipo de bromas. Al mismo tiempo, a medida que crecía la influencia ucraniana en Leópolis, y especialmente después de 1939, la cultura batiar obtuvo nuevos matices. Se volvió más noble, intelectual o incluso de élite.
Durante la Segunda Guerra Mundial Leópolis fue ocupada por la Alemania nazi. El teatro de revistas Veselyy L'viv (1941-1944) popularizó con éxito los chistes de batiars a través del boca a boca.
Tras la ocupación soviética del este de Polonia y su anexión a la Unión Soviética como parte de la RSS de Ucrania en 1939 y nuevamente en 1945, después de la Segunda Guerra Mundial, las autoridades soviéticas expulsaron a la mayoría de los habitantes polacos y suprimieron la cultura polaca local. Los batiars fueron desapareciendo de las calles de Leópolis y el uso del término batiar decayó. Apareció la expresión «viejo batiar» para designar a una persona mayor que ha conservado no solo buenos modales y una actitud noble hacia las mujeres, sino también sentido del humor.
La tradición del teatro Veselyy L'viv revivió bajo la censura de los años ochenta y noventa, junto con la ola de lucha por la independencia, principalmente con el trabajo del grupo de teatro Ne Zhurys! (director artístico Fedoryshyn Ostap Vasyliovych) y el conjunto L'vivs'ke retro (director O. Zelinskyi). La popularización de la cultura batiar entre los jóvenes se vio facilitada en gran medida por las actuaciones de Viktor Morozov, cofundador de Ne Zhurys!.
Hoy en día, un batiar no es tanto un hombre alegre o un bromista, como un conquistador, amante y seductor, un playboy del «Piamonte ucraniano», como a veces se denomina a Galitzia. Se identifica fácilmente por sus modales refinados, ropa elegante y un complemento imprescindible en todo batiar, el lyaska (bastón para caminar). También es alguien que tiene puntos de vista bastante libres y a veces hace cosas impredecibles.

## Citas
Citas que hablan de los batiars:

[Los batiars] Eran unos gamberros insignificantes, ya sabes, rompiendo la ventana de alguien, discutiendo por una chica en algún lugar mientras tomaban una cerveza, pegándose entre ellos. Pero nunca llegó a haber una pelea sangrienta. Al contrario, los batiars, peleaban con criminales, los llamaban «niños», los expulsaban de su barrio, los perseguían y otras cosas.
Bohdan Rybka, batiar.

Un batiar podía permitirse el lujo de llevar una corbata junto a un sombrero de copa, una buena corbata de lazo con un chaleco a cuadros, y en sus manos el lyaska [bastón de caminar] es como un atributo.
Ivan Radkovets, especialista en estudios de Leópolis.

La mujer de un batiar no podía llamarse batiar, los costumbres no lo permitían. Sin embargo, convertirse en la novia de un batiar era un honor para una dama. Por eso, había muchas mujeres en la fiesta.

Todas las mujeres de Leópolis siempre han aspirado a algún tipo de estética y romance [con un batiar], y divertirse al mismo tiempo. Puede ser un poco extravagante, pero la cuestión es que puedes relajarte cuando cambias la rutina en un día festivo [el Día del Batiar].
Myroslava Sydor, novia de un batiar.

## Influencia cultural
En pleno auge de la cultura batiar, antes de la Segunda Guerra Mundial, el poeta judío polaco de Leópolis, Emanuel Schlechter, escribió la letra de una canción que se hizo muy conocida en Polonia, Tylko we Lwowie («Solo en Leópolis»; de la película de comedia Włóczęgi, «Vagabundos», 1939), llegando a ser el himno de los batiars, y la música que la acompaña fue escrita por otro judío polaco, Henryk Wars. El repertorio en ucraniano de esta canción es interpretado por Yurko Hnatovsky (en estilo retro-psicodélico) y 
Sofiya Fedyna.
Desde 2008, Leópolis celebra el Día del Batiar, iniciado por la empresa Dik-Art en cooperación con el Ayuntamiento de Leópolis. Esta celebración reemplazó a la fiesta soviética del 1.º de mayo (Día Internacional de los Trabajadores, conocido en la Unión Soviética como Día Internacional de la Solidaridad de los Trabajadores). Los batiars también adoptaron el lema del proletariado: ¡Batiars de todos los países, uníos!.
Los batiars dejaron un legado de canciones, anécdotas e historias humorísticas y líricas, que hoy se denomina «folclore batiar».
La subcultura urbana de la Leópolis de hoy en día continúa evolucionando, surgiendo diferentes estilos.

## Batiarsilustres
Entre los batiars más famosos hay nombres como:
- Kazimierz Wajda (1905-1955) y Henryk Vogelfänger (1904–1990): Actores cómicos del programa de la radio polaca Wesoła Lwowska Fala (1933-1939), donde interpretaban a los personajes Szczepko y Tońko.[12]
- Michał Matyas (1910–1975): Futbolista que jugó para el Pogoń Lwów y la selección nacional de Polonia.[18]

Entre los representantes más destacados del siglo XXI se encuentran VovaZiL'vova y Orest Lyutyi.